# 열염순환

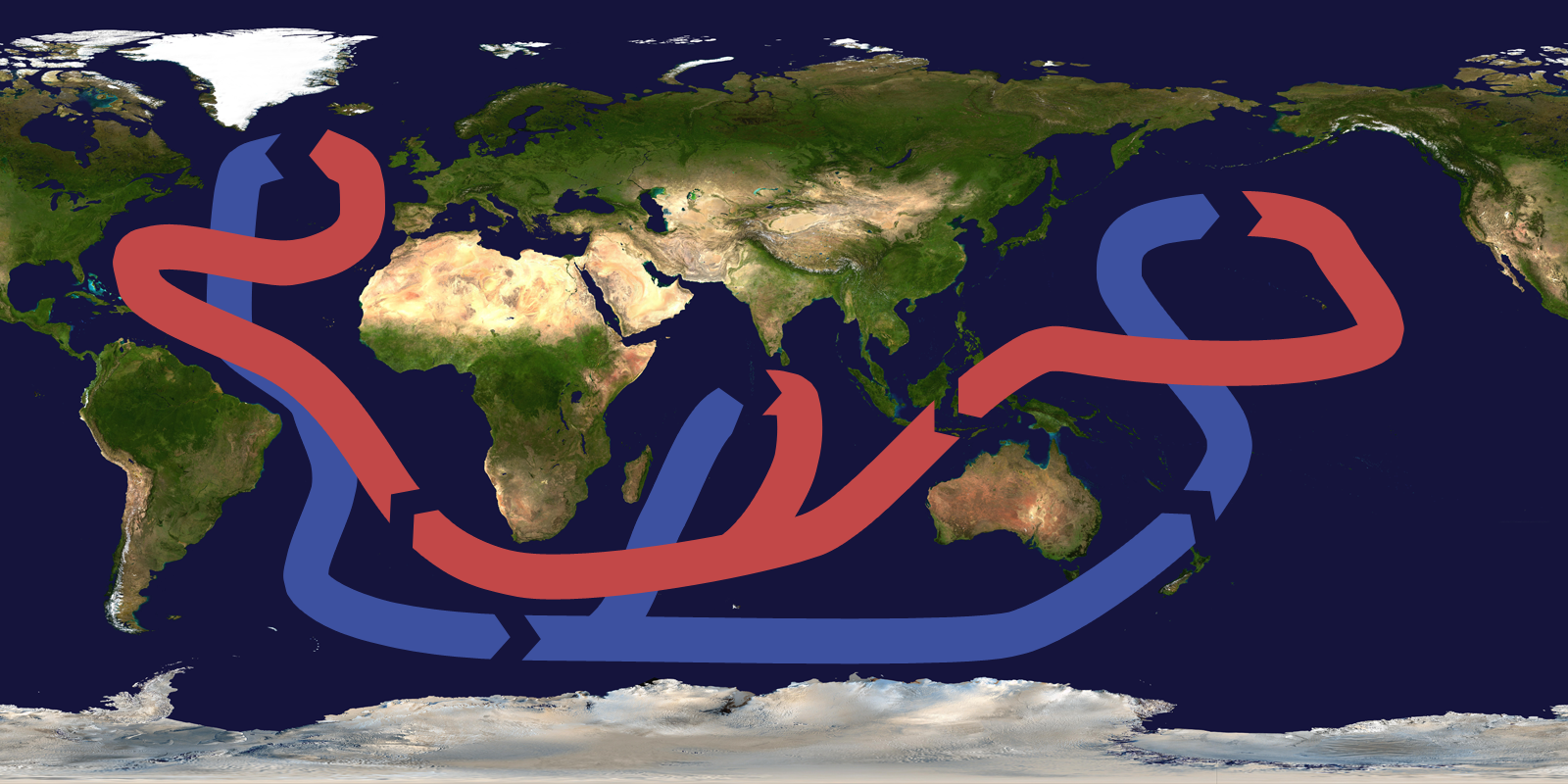
간단히 표시한 열염순환. 짙은 화살표는 심층수의 순환을, 옅은 화살표는 표층수의 순환을 나타낸다.

열염순환(熱鹽循環, thermohaline circulation)은 밀도차에 의한 해류의 순환을 말한다. 심층순환(深層盾環, deep sea current) 또는 대순환(大循環)이라고도 한다. 그린란드 부근에서 남쪽으로 내려와 대서양에서 인도양과 태평양으로 가는 거대한 열염순환 해류를 대양 대순환 해류(大洋大循環海流, Oceanic Conveyor Belt)라고도 부른다.

## 해류의 경로
그린란드 해역에서 밀도가 높은 바닷물이 초당 2천만 톤의 속도로 해저 4000m로 가라앉는 침강류가 발생하고, 폭 100km 가량의 이 거대한 침강류가 아메리카 대륙을 따라 대서양에서 초속 10cm의 매우 느린 속도로 흐르다가 남극 침강류와 만나 두갈래로 나뉘어 인도양과 태평양으로 흘러들어간다. 태평양으로 간 해류는 뉴질랜드를 거쳐 북태평양의 커머디 해구에서 난류와 섞인다.

## 지구 기후에 미치는 영향
열염순환은 그린란드에서 바닷물이 심해로 가라앉으면서 평형 유지를 위해 멕시코 만류가 북극으로 올라와 북극이 너무 춥지 않도록 하고, 태평양으로 들어간 해류는 적도 부근의 기온이 너무 뜨겁지 않도록 조절하는 역할을 하는데, 최근에는 지구온난화로 인해 극지방의 빙하가 녹아 민물이 계속해서 밀려듦으로서 북극해 바닷물의 밀도가 계속 낮아지고 침강류가 줄어들게 되어 계속해서 해류가 약화되고 있다. 학자들은 이 해류가 약화되면 지구 기후에 엄청난 악영향을 미칠것이라고 한다.